# Autopista M40
La M40 es una autopista que une Londres y Birmingham; parte de esta carretera forma parte de la ruta europea no firmada E05. Ofrece una ruta alternativa desde el sur de Inglaterra hasta las West Midlands, hasta la M1 y la A34.
Fue designada como autopista para unir Londres con Oxford, una de las principales ciudades universitarias del país. Un escenario similar explicaba la construcción de la autopista M11 que unía Londres con Cambridge unos años más tarde.

## Descripción
La autopista tiene tres carriles dobles, excepto por el cruce 1A a J3, que es de cuatro carriles dobles, un tramo corto que pasa por J4, que es de dos carriles dobles, y un tramo corto que pasa por J9, dos carriles hacia el sur.
La autopista tiene cuatro áreas de servicio:
- Beaconsfield services (fuera de J2), operado por Extra MSA, que también son accesibles desde la A355;
- Oxford services (fuera de J8A y accesible desde J8 y A418), que son operados por Welcome Break;
- Cherwell Valley services (fuera de J10, A43), que son operados por Moto; y
- Warwick services (entre J12 y J13), que consisten en dos sitios que se reproducen entre sí sin una conexión, operados por Welcome Break.

En 2011 varios de los logotipos de la empresa en los rótulos de estos servicios eran incorrectos.
Un sistema de Gestión Activa del Tráfico funciona en la sección corta hacia el norte desde J16 (A3400) hasta la M42.

## Historia

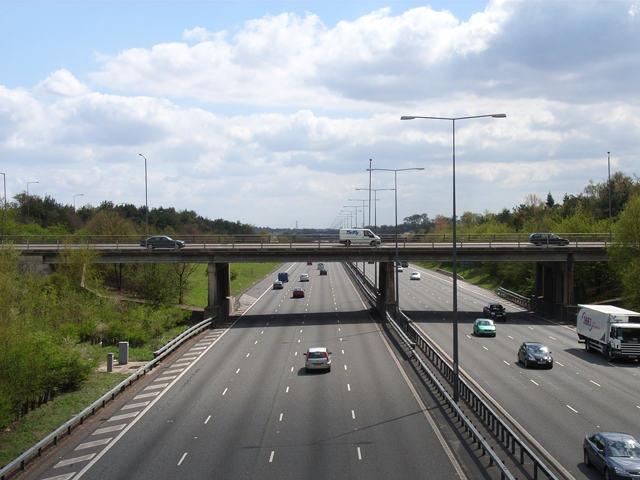
M40 en Burtley Wood, Buckinghamshire

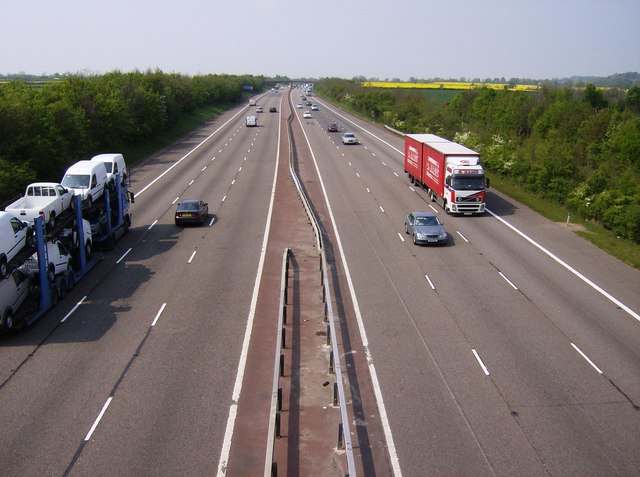
M40 en Warmington, Warwickshire

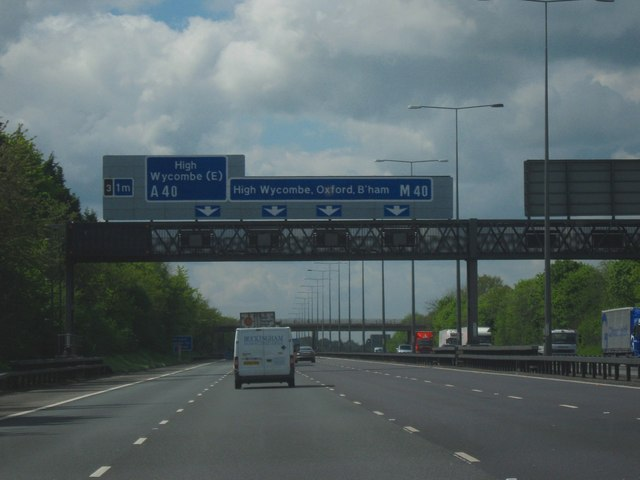
La M40 en dirección oeste hacia el cruce 4 (High Wycombe)

### De Londres a Oxford
La autopista entre Londres y Oxford se construyó por etapas entre 1967 y 1974. La primera sección del High Wycombe Bypass de Handycross a Stokenchurch (J4-5) se inauguró en junio de 1967 con una apertura temporal (J2*) en 1969, extendiéndose en dirección sur hasta Holtspur, justo a las afueras de Beaconsfield. El "Beaconsfield bypass" de J2 se construyó en 1971 y el "Gerrards Cross Bypass" de J1 se completó en 1973. La sección al norte de J5 a J8 (Pitmore a Chilworth Farm en Great Milton a las afueras de Oxford) se completó en 1974.
En la fase de diseño se planificó un área de servicio para Abbey Barns entre Beaconsfield y High Wycombe, entre J3 y J4, y la carretera tiene los inicios de caminos de deslizamiento en ambas calzadas en este punto. Los planes nunca llegaron a buen puerto.

### De Oxford a Birmingham
A finales de los años sesenta, poco después de la apertura del primer tramo, el Ministerio de Transportes anunció la posibilidad de construir una autopista que uniera Londres con Birmingham como alternativa a la ruta M1-M6 —además de mejorar las conexiones por carretera con los puertos de la costa sur de The Midlands—, pero no fue hasta 1983 que se tomó la decisión de ampliar la M40 de Oxford al sur de Birmingham.
La ruta preferida se modificó para evitar Otmoor después de una enérgica protesta vial, que incluyó la venta de más de 3000 pequeñas plazas de un campo a personas de todo el mundo. Lewis Carroll, que vivía en la zona cuando escribió el libro, había rebautizado el campo como "el campo de Alicia" como referencia a Alicia en el País de las Maravillas.
La construcción comenzó en Warwick en octubre de 1987, con trabajos en el tramo alrededor de Banbury a partir de febrero de 1988, y finalmente en el tramo norte de Oxford en julio de 1989. El tramo entre la M42 y Warwick se inauguró en diciembre de 1989, y el resto en enero de 1991.
Inicialmente se había previsto que la sección de la M42 entre la M5 y la M40 (Junction 3A) se renumeraría como parte de la M40, pero este cambio no se produjo.
En el momento de la apertura total, la M40 original se había ampliado, creando una autopista doble de tres carriles de principio a fin.

### Evolución futura
La primera estación de servicio se inauguró como Cherwell Valley services en 1994 en el sitio de las áreas temporales de aseo creadas cuando se construyó la autopista.
Se esperaba que la M40 fuera la última autopista importante, pero en 1986 el gobierno conservador anunció un nuevo plan de construcción de carreteras, Roads for Prosperity (Caminos para la Prosperidad), que fue cancelado en 1996 después de las protestas.
A partir de 1997, la autopista se amplió a cuatro carriles dobles entre J1A y J3 (High Wycombe East) en el marco de una iniciativa de financiación privada. Se completó con una empresa conjunta de Carillion-John Laing en octubre de 1998; el plan original incluía la ampliación entre J3 y J4. Oxford services y Warwick Services se inauguraron en 1998.
En 2007 se finalizaron los trabajos para separar el tráfico local y de larga distancia en la J4, incluido un nuevo carril de rodadura a la izquierda entre el desvío A404 Marlow Bypass y la M40 en dirección a Oxford; carriles adicionales en las carreteras de rodadura que entran en la rotonda; un carril adicional entre la A404 Marlow Hill y la M40 en dirección a Londres; y un enlace transversal de cinco carriles entre la M40 y la A404 (S).
En 2009, la Agencia de Carreteras extendió el sistema Active Traffic Management (ATM) a la autovía en dirección norte desde la J16 hasta el cruce con la M42. Beaconsfield services se inauguraron en 2009, cerca del emplazamiento de la estación de servicio propuesta en Abbey Barns casi 40 años antes.
En agosto de 2010 se iniciaron las obras de J9, mejorando la carretera de salida hacia el sur a tres carriles y ampliando de forma similar los cruces A34 y A41 de conexión. Esta fue la primera parte del trabajo en este cruce tan concurrido. Si hay financiamiento, una segunda parte comenzará, mejorando la entrada norte y la entrada sur de la A41.

## Incidentes y accidentes
- Doce escolares y un profesor murieron cuando su minibús se estrelló contra un vehículo estacionado de mantenimiento de autopistas justo después de la medianoche del 18 de noviembre de 1993. La investigación registró un veredicto de muerte accidental para todas las víctimas, pero señaló que ninguno de los niños llevaba puesto el cinturón de seguridad y que los asientos laterales del banco eran peligrosos. Posteriormente, los cinturones de seguridad se convirtieron en un material obligatorio en todos los autocares y minibuses, más de 20 años después de su uso obligatorio en los automóviles. Desde 2006, los pasajeros deben llevar puesto el cinturón de seguridad en los autocares y minibuses.[3]
- El 12 de agosto de 2007, un motociclista fue asesinado a tiros entre J13 y J12.[4][5] La víctima era un miembro de los Hells Angels de camino a casa del Bulldog Bash. En octubre de 2008, un hombre se declaró culpable de asesinato antes del juicio de otros seis hombres acusados de homicidio y delitos relacionados con armas de fuego.

- Jimmy Davis, futbolista de 21 años de edad de Watford, cedido por el Manchester United, falleció en la M40 de Oxfordshire en las primeras horas del 9 de agosto de 2003, cuando su BMW chocó con un camión. Había sobrepasado el límite de conducción bajo los efectos del alcohol y había estado conduciendo a una velocidad de hasta 120 millas por hora (190 km/h).[6]
- En 2002, más de 100 vehículos se vieron envueltos en un amontonamiento cerca de High Wycombe que resultó en dos muertes.[7][8]
- El viernes 2 de agosto de 2002,[9] cuatro personas resultaron muertas entre el J11 y el J12, a unas 3 millas al sur de los servicios de Warwick, cuando un camión que se dirigía hacia el norte cruzó la reserva central y entró en un tráfico en dirección sur. El incendio resultante causó que el carruaje en dirección sur se cerrara durante varias horas y requiriera rejuvenecimiento. Las fatalidades fueron nombradas como Catriona Marvell, de 31 años, de Brookside, Telford, Shropshire; Peter Thorpe, de 41 años, de Wellington, Shropshire; Brian Sewell, de 44, de West Bromwich, West Midlands, y David Hericourt, de 44, de Hanwell, Londres. La investigación[10] fue aplazada hasta una fecha posterior.
- El 18 de julio de 2012, un conductor de 70 años de edad murió en un incendio de un vehículo. Se había roto en el carril central y un coche chocó con la parte trasera de su vehículo.

## Enlaces
Los datos de las señales de ubicación del conductor se utilizan para proporcionar información sobre la distancia y el identificador de la calzada. Cuando un cruce abarca varios cientos de metros, se indican las ubicaciones de salida y final.

## Hoja de ruta detallada

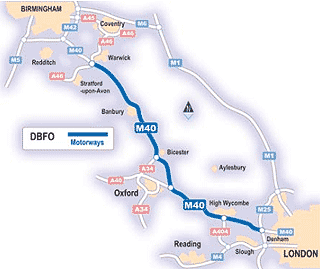
El camino del corredor M40 entre Londres y Birmingham que muestra otras carreteras importantes y asentamientos importantes.

### Original M40
La M40 comienza en la rotonda Denham, cerca de Uxbridge, al este de la M25, y termina en la M42, cerca de Birmingham. La A40 es una autovía de doble calzada desde la calle Inner Ring Road en el centro de Londres, y es una de las dos vías radiales occidentales más transitadas. Gran parte del tráfico que utiliza la A40 se une a la M40. En la J1 (la rotonda Denham) hay un carril descendente para acomodar el tráfico que no es de autopista. La A40 sigue hasta convertirse en la M40 con dos carriles y un arcén de salida, tres carriles y un arcén de Londres. La autopista pasa por encima de la rotonda, que se intercambia con la A40 (A413, A412) (salida), la A4020 (rutas originales de la A40) y la A412 en dirección sur. Se puede ver la línea original de la A40 pasando directamente por la rotonda.
La autopista continúa por otra media milla (0,80 km) antes de llegar a J1a, el enlace de flujo libre con la M25 London Orbital. Se trata de una hoja de trébol parcialmente desenrollada, con las curvas más suaves desde la M40 de Londres (desde Oxfordshire, Warwickshire y West Midlands) hasta la M25 en sentido contrario a las agujas del reloj (London Heathrow, Gatwick, The Channel Ports) y viceversa, ya que es el mayor intercambio de tráfico entre las dos autopistas. La M40 pasa por encima del intercambiador, con la M25 en el fondo. La M25, en el sentido de las agujas del reloj, entra en el cruce con cuatro carriles con un carril descendente para acomodar el tráfico que se dirige hacia la M40 en dirección oeste, dejando el cruce con tres carriles. La M25 en sentido contrario a las agujas del reloj entra en el cruce con tres carriles, y gana un carril desde la M40 que va hacia Londres para acomodar el tráfico adicional. La M40 con dirección a Londres entra con cuatro carriles, con una bajada de carril para la salida M25, sale con tres carriles, y la M40 con dirección oeste entra con carriles y gana un carril desde la M25 en sentido contrario a las agujas del reloj.
Después de la J1a, la autopista tiene cuatro carriles y sigue por 3 millas (4,8 km) hasta llegar a la J2 para la A355 hasta Slough y la A40 hasta Beaconsfield y Gerrards Cross. J2 es el intercambiador de rotonda estándar, con la M40 debajo. Los servicios de la autopista Beaconsfield están a un paso del cruce.
J3 es 3 millas (4,8 km) más adelante, y sirve la A40 para High Wycombe East y Loudwater. Se trata de un cruce restringido; los únicos flujos van desde la M40 hacia el oeste hasta la A40 y desde la A40 hasta la M40 hacia Londres. La calzada hacia el oeste pierde un carril, quedando tres carriles para el resto de la ruta, y la calzada hacia Londres gana un carril. La autopista cruza inmediatamente el valle (y Loudwater) a través de un gran puente de rampa.
J4 es el enlace con la A404 - A404 norte para High Wycombe y A404 sur para Marlow, Maidenhead, Reading, Windsor y la M4. La autopista que atraviesa el cruce no se amplió desde los dos carriles originales cuando el resto de la autopista de J8 a Londres lo fue, por lo que ambas calzadas experimentan una caída temporal de carril. El cruce solía ser un sencillo intercambiador de rotonda con salidas para la M40 (oeste y este), High Wycombe (A404), la A4010, dos carreteras locales y la autovía A404 hacia el sur. Durante 2007, se finalizaron las obras que incluían espacio adicional para el apilamiento en las calzadas de la M40, la disposición para el tráfico desde la A404 en dirección norte para unir la carretera M40 en dirección oeste sin unirse a la rotonda y la disposición para que la M40 en dirección norte salte la sección de la rotonda que sirve a la A4010, High Wycombe, y la A404 en dirección norte.

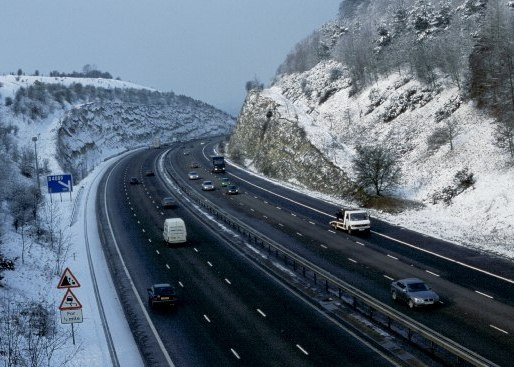
The Stokenchurch Gap,"El Cañón" desmonte en Chiltern Hills.

J5 es para la A40 y Stokenchurch, un intercambio básico de diamantes y la cuarta unión de la M40 con la A40. Una milla (1,6 km) más lejos en la autopista pasa a través de un gran desmonte (Stokenchurch Gap), conocido localmente como "The Canyon", entra en Oxfordshire y llega a la J6 con el B4009 para Lewknor, Watlington y Chinnor. El cruce es una variante en el intercambiador de diamantes, con las carreteras de rodadura de la M40 sur con curvas pronunciadas —al salir de la M40 desde la calzada hacia el oeste hay una vuelta inmediata de casi 90° a la izquierda y poco después de una vuelta aguda de 90° a la derecha antes de un cruce con la B4009, y similarmente al entrar en la M40 de Londres—.
Poco más de 1 milla (1,6 km) después del cruce 6 la autopista pasa a 100 metros de la iglesia St Giles Church, Tetsworth y 2 millas (3,2 km) más adelante se encuentra el primero de los tres cruces en estrecha sucesión. El empalme 7 es un empalme restringido con la A329 que sirve a Thame y la A40. El acceso es limitado permitiendo la salida solo para el tráfico en dirección norte y la entrada solo para el tráfico en dirección sur. La salida de la M40 hacia el sur en la J7 es para "Works Traffic Only" (tráfico de obras solamente) a un depósito. Existe una vía de acceso para permitir que el tráfico de la A329 se una a la M40 hacia el norte, pero está cerrada al tráfico por una puerta: por lo tanto, este tráfico debe seguir la A40 hasta el cruce 8,2 millas (3,2 km) hacia el norte.

### Conexión entre la antigua y la nueva línea principal de la M40
En el cruce 8, un ramal de la M40 con dos calzadas sale de la línea principal de la autopista y continúa unos pocos kilómetros antes de su finalización (restricciones de la autopista que terminan) en un cruce de trompeta para Wheatley y la A418 (A40) (el antiguo cruce 8), continuando la carretera como una autovía de dos carriles como la A40 hacia Oxford y más adelante en Cheltenham y Gales. Solo se puede acceder al espolón por la M40 en dirección norte, y el tráfico que se dirige hacia la M40 solo puede incorporarse a la autovía en dirección sur. El tráfico que va en la otra dirección tiene que utilizar el cruce de trompeta, y seguir la A418 pasando Wheatley services. Este corto espolón es el final de la M40 original, antes de la construcción del actual empalme 8 y extensión a Birmingham.
Después del cruce 8, la M40 —la línea principal— comienza a dirigirse hacia el norte y en menos de 1 milla (1,6 km), llega al cruce 8A, por la A418, al este hasta Thame y Aylesbury, así como a la autopista A40, al sur hasta Londres. También sirve a Wheatley, a través de la A418 (A40) por el empalme de la mancuerna con el espolón M40. El cruce permite que el tráfico desde la M40 hacia el sur entre en Oxford, a través de la autopista A40, y el tráfico desde la A40 desde Oxford para entrar en la M40 hacia el norte, a través de la carretera de enlace. Oxford Services también se encuentran en J8A, lo que hace que la autopista sea accesible desde la M40, A40 (Oxford), A418, A40 (Londres) y la A329. Al salir de la J8A, la M40 norte tiene una curva hacia el norte, y antes de la ampliación de la apertura de la autopista, se utilizaron patrullas de la policía local para comprobar que el giro podía ser navegado con seguridad a una velocidad superior al límite nacional de velocidad, tal era el cambio brusco de dirección.

### "El eslabón perdido"
La carretera recorre 19 km (12 millas) antes de llegar al cruce 9 para la A34 (E05) y la A41. La autovía A34 sirve a Oxford y es una carretera principal para Newbury, Winchester y Southampton (a través de la M3) y el resto de la costa sur, por lo que forma parte de la no firmada ruta europea E05. La autopista A41 sirve a Bicester y Aylesbury, y ambas carreteras se encuentran con la autopista en el cruce de la rotonda de Wendelbury. Este diseño de empalme es muy ineficiente y no puede soportar un gran volumen de tráfico utilizando el empalme. Para tratar de aliviar este problema, hay una bajada temporal del carril para la autopista que va hacia Londres. El mayor intercambio de tráfico se produce entre la A34 y la M40 norte, y el tráfico en esas carreteras se acumula y causa congestión en ambas (hacia el norte y hacia el sur), así como en el propio intercambiador. Al norte del cruce, la A34 existente se convierte en la A3400. Esto significa que la A34 se encuentra ahora técnicamente en dos mitades (recupera el estatus más arriba en la carretera J16, aunque las señales de la autopista no lo mencionan). Por el contrario, las primeras señales para la A34 desde una autopista se encuentran en la M42 en la J4, al igual que con la A41. La carretera también pasa a formar parte de la E5 al norte de la J9. 
La M40 sigue un curso de casi 5 millas (8 km) hacia el norte antes de llegar al cruce 10, para Cherwell Valley services, la A43 y el pueblo de Ardley. La A43 termina en la J10, aunque originalmente se trasladó a Kidlington, la parte sur de la antigua ruta que ahora utiliza la A34. La A43 sirve a Brackley, Silverstone y su circuito de carreras, sede del Gran Premio de Gran Bretaña. Más adelante, la A43 conduce a Northampton y la M1. El empalme 10 era originalmente un empalme de mancuernas. La capacidad tanto del enlace como de la autovía A43 resultó ser demasiado reducida cuando la carretera se utilizó como vía de acceso de mercancías desde la congestionada M1 a la M40 hasta Londres, y la A34 en la J9 hasta la costa sur —de hecho, el tramo de 5 millas (8 km) entre estos enlaces es el más transitado en ambas direcciones de la autopista—. Cuando la A43 (entre la M1 y la M40) fue acondicionada a autovía, el cruce fue rediseñado y reconstruido por la Agencia de Carreteras para hacer frente al tráfico adicional. Una tercera rotonda fue añadida al cruce, al norte, con los deslizamientos para la M40 en dirección sur y la A43, con las carreteras de deslizamiento para la M40 en dirección norte también remodeladas, y la rotonda en el centro que ahora sirve los servicios.
La carretera de acceso a la rotonda de la autopista de Londres, a la que se llegaba desde la rotonda, ahora solo se accede a través de los servicios. El diseño y ejecución del diseño revisado de la nueva bifurcación es muy ridículo, sobre todo porque las tres glorietas que no dan prioridad al flujo principal de tráfico (A43-M40 Londres), y las carreteras de rodadura que salen y entran en la autopista (excepto la que se accede a través de los servicios) tienen curvas cerradas y camberas adversas, lo que provoca que los camiones vuelquen frecuentemente y derramen sus cargas, especialmente en la rotonda al final de la calzada norte. El empalme no cumple su función como cruce de tráfico efectivo. Además, los caminos de rodadura en la autopista ofrecen poco espacio para maniobrar, ya que ambos se unen a la autopista bajo el mismo puente construido para el antiguo enlace.
La autopista sigue una ruta sinuosa hacia el norte durante 10 millas (16 km) hasta el cruce 11, la A422 y la A361, que sirve a Banbury. La autopista no sigue la ruta recta hacia el este de Middleton Cheney, encontrándose con la A422, como se había planeado, debido a que un importante terrateniente se negó a cortar su terreno en dos. Si se construyera según lo planeado, el J11 estaría al este de Middleton Cheney, reuniéndose con el A422, y probablemente habría impulsado un mayor crecimiento en la aldea, así como Banbury, el principal destino de la unión. De hecho, el enlace se construyó a 1,5 millas (2,4 km) al oeste por la A422, y la autopista bordeaba Banbury. El cruce en sí mismo es un intercambiador de rotonda regular, y tiene la autovía A361 desde Daventry, la autovía A422 desde Brackley y la A43 desde el oeste, y la autovía A422 (A361) hacia Banbury, que se alimenta de ella.
Otras 12 millas (19 km) al noroeste a lo largo de la autopista es el cruce 12, que sirve a Gaydon y el Heritage Motor Centre a través de la B4451. La unión es un intercambio de diamantes estándar. Más adelante, a lo largo de la autopista, se encuentra Warwick Services, la última de la autopista, antes de llegar al cruce 13 de acceso restringido. Esto sirve Leamington Spa y Warwick a través de la A452, y Gaydon a través de la B4100. El enlace está incompleto como intercambiador de medio diamante, con acceso solo desde la calzada norte y acceso a la M40 en dirección sur.
El cruce se completa a 3,2 km (2 millas) más adelante en la salida 14, otro cruce de acceso restringido, con acceso a la A452 desde la M40 en dirección sur, y el acceso a la autopista se realiza en dirección norte. Los caminos de rodadura se unen en una rotonda y continúan como la única calzada A452 para encontrarse con la A452 hasta Leamington Spa, A425 hasta Warwick, y la A452 hasta J13. Unos pocos cientos de metros más arriba está el cruce 15, conocido como Longbridge Island. Este es un gran intercambio de rotonda regular, y siempre está ocupado durante las horas pico debido a los varios destinos que sirve, incluyendo Los Cotswolds, Stratford-upon-Avon, Coventry y Warwick. Más al norte, Henley-in-Arden (J16) es de nuevo "incompleta" para desalentar el tráfico local.
La autopista une la M42 en ambas direcciones, y el tráfico en dirección norte toma el carril izquierdo para salir hacia el este, formando finalmente los carriles exteriores de la M42 a través de una carretera de conexión de dos carriles, y los carriles derechos se toman en dirección este. Del mismo modo, el tráfico en sentido sureste de la M42 se divide en dos carriles exteriores, mientras que el tráfico en sentido oeste-oeste de la M42 tiene un solo carril, ensanchándose a una carretera de deslizamiento de dos carriles, que se funde con el carril central y forma el carril exterior de la M40 en sentido sur-sur.

### Lista de coordenadas
Nota: La M40 discurre en dirección sureste-noroeste entre las bifurcaciones 16 y 8.